# Origins (álbum de Bridge to Grace)
Origins   es el primer álbum de la banda Bridge to Grace. fue lanzado el 28 de agosto de 2015 de su disquera Long Run Records producido por Rick Beato.

## Producción
Origens es un gran esfuerzo que es probable que generar al menos un par más singles de éxito, y la banda también se mantienen los aficionados felices con una nueva versión del video musical de "Todo" y un calendario de gira bastante implacable. Puente de Gracia está meciendo corazón de la nación con una serie de shows como cabeza de cartel y seleccione las fechas con Full Devil Jacket. Al igual que su creciente legión de fanes, con sede en Georgia Atlanta, cuarteto de hard rock, Bridge to Grace, son súper bombeado para lanzar su álbum de larga duración Orígens, el viernes 28 de agosto a través de Long Run Records. Cargado con toneladas de ganchos, la melodía, la guitarra pesada, poderosa musicalidad y el canto excepcional, Orígenes no se puede perder- en especial por los fanes de grupos como Halestorm, Seether, Shinedown, Theory Of A Deadman, Alter Bridge, y Breaking Benjamin, para nombrar unos pocos.

## Listado de canciones
1. "Take It All" es una canción de  nu metal – 4:06
2. "Lost in Memories" – 4:11
3. "Everything" – 4:14
4. "Left Inside" – 3:35
5. "Weapon" – 3:50
6. "Bitch" – 3:56
7. "Wasting My Time" – 3:33
8. "No Lies" – 3:50
9. "The Fold" – 4:02
10. "All I Want to Be" – 4:14
11. "Won't Let Go" – 4:01
12. "Mercury" – 3:22
13. "City of Angels" – 3:40
14. "Staring in the Dark" – 4:54
15. "Adrenaline" – 3:22
16. "Say What You Want" – 3:25
17. "Until the World Ends" – 4:25

## Personal
- David García - voz principal
- Alex Cabrera - guitarra principal
- Justin Little - percusión
- Christian Lowenstein - guitarra baja